# Poslední výkřik
Poslední výkřik je český hororový film režiséra Tomáše Kučery z roku 2012, řazený do subžánru slasher.
Film měl slavnostní premiéru 2. srpna 2012 v kinu Atlas v Praze. Jeho uvedením zahájila vysílání česká kabelová stanice Horor film.

## Děj filmu
V malém městečku Petrovice řádí maskovaný zabiják. Nyní má spadeno na studentku Karin, jejíž rodiče byli před 8 měsíci brutálně zavražděni. Vraždy začínají přibývat. Podezřelý je každý.

## Obsazení
| Karin Tomečková                                | Irena Máchová         |
| Honza Kučera                                   | Erik Singler          |
| Miloslav Mejzlík                               | ředitel Spanilý       |
| Petra Horváthová                               | Lucie                 |
| René Přibil                                    | detektiv Singler      |
| Dana Morávková                                 | Vrabcová              |
| Miro Šmajda                                    | Roman                 |
| Vojtěch Hájek                                  | Alan                  |
| Marek Jurčík                                   | detektiv Tomáš        |
| Iveta Bartošová (mluví Simona Vrbická-Koptová) | ředitelka Perlová     |
| Václav Kopta                                   | policista na telefonu |